# Джин Тірні
Джин Елайза Тірні (англ. Gene Eliza Tierney ; 19 листопада 1920 — 6 листопада 1991) — американська акторка, номінантка премії «Оскар».

## Юність
Джин Тірні народилася 19 листопада 1920 року в Брукліні, Нью-Йорк. Її батько Говард Шервуд Тірні був страховим брокером ірландського походження, а мати Белль Лавінія Тейлор — інструкторкою з фізичного виховання. У Джин також був старший брат, Говард Шервуд Тірні-молодший, і молодша сестра, Патріція Тірні. Її дитинство і юність пройшли у Коннектикуті, де вона закінчила школу. Після цього вона два роки жила в Європі, відвідуючи Міжнародну школу Брілантмонт у Лозанні, Швейцарія, де навчилася вільно говорити французькою.
Під час поїздки на західне узбережжя Джин відвідала кіностудію Warner Bros., де її двоюрідний брат працював продюсером історичних короткометражок. Режисер Анатоль Литвак, захоплений красою 17-річної Тірні, сказав їй, що вона має стати акторкою. Компанія Warner Bros. хотіла підписати з нею контракт, але її батьки відмовилися через відносно низьку зарплату, вони хотіли, щоб вона обрала серйозну професію та зайняла місце у суспільстві.
Зрозумівши, що життя світської пані не для неї, Тірні вирішила стати професійною акторкою. Тоді батько сказав їй: «Якщо ти хочеш стати акторкою, ти маєш грати в драматичному театрі». Тірні навчалася акторській майстерності в невеликій акторській студії Гринвіч-Вілледж у Нью-Йорку, де її вчителем був бродвейський актор та режисер Бенно Шнайдер. Потім вона стала протеже бродвейського продюсера та режисера Джорджа Ебботта.

## Кар'єра

### Бродвей
У 1938 році Тірні дебютувала на Бродвеї, де мала невелику роль дівчини з відром. Але навіть така епізодична поява була помічена одним із критиків журналу «Variety», який, захопившись її красою, присвятив їй кілька рядків у своїй колонці.

Наступного року вона з'явилася у ролі Моллі О'Дей у бродвейській постановці «Mrs. O'Brien Entertains». Критик The New York Times Брукс Аткінсон писав:
«Джин Тірні на сцені дуже красива і скромна».

Інший критик, Річард Воттс молодший, писав:
«Міс Тірні чекає приголомшлива кар'єра театральної акторки, якщо, звичайно, кіно не займе весь її час».
Батько Тірні заснував корпорацію «Belle-Tier», щоб фінансувати та просувати Тірні як акторку. В 1939 Columbia Pictures підписала з нею шестимісячний контракт. Вона познайомилася з режисером Говардом Г'юзом, який безуспішно намагався спокусити її. Оскільки вона сама була родом із заможної сім'ї, її не вразило його багатство. Г'юз став її другом на все життя.
Після того, як оператор порадив Тірні схуднути, вона написала журнал Harper's Bazaar про дієту, якої дотримувалася протягом наступних 25 років. Тірні спочатку запропонували головну роль у картині «Національний оксамит», але виробництво було відкладене. Коли Columbia Pictures не змогла підібрати Тірні проєкт, вона повернулася на Бродвей і знялася в ролі Патрісії Стенлі у фільмі «Самець». Тірні часто позувала для журналів Harper's Bazaar, Vogue та Collier's Weekly.

### Кіно

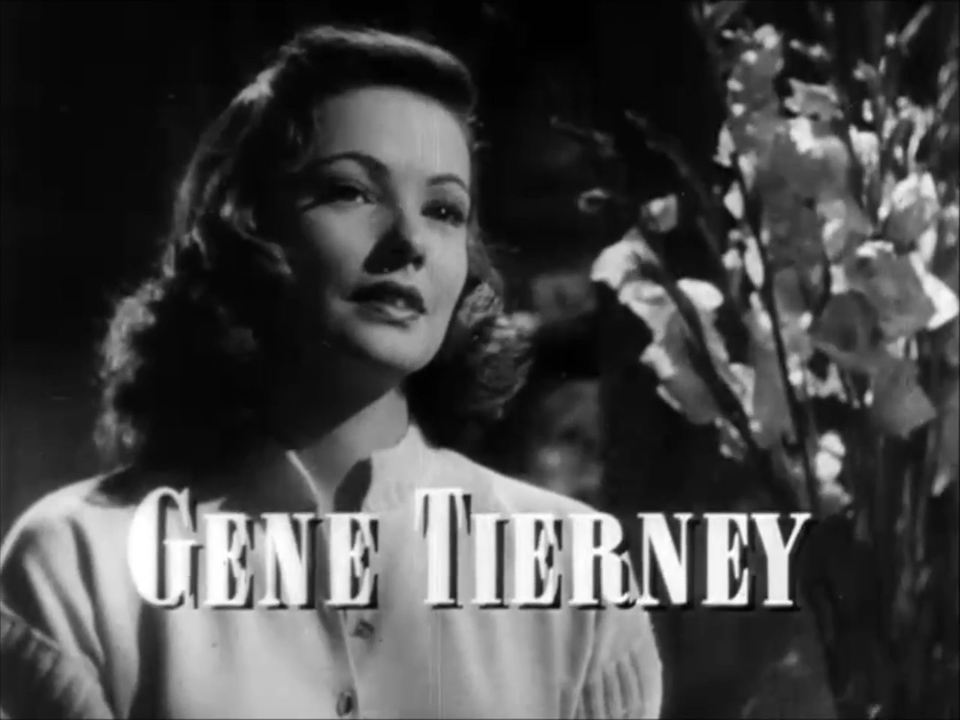
Джин Тірні у фільмі «Лора»

Джин Тірні підписала контракт з 20th Century Studios, її дебютом у кіно стала роль другого плану Елеонори Стоун у вестерні Фріца Ланга «Повернення Френка Джеймса».
Джин Тірні вважалася однією з найкрасивіших голлівудських акторок, стала найвідомішою за ролями у фільмах «Лора» (1944) та «Бог їй суддя» (1945), за роль в якій була номінована на «Оскар» за Найкращу жіночу роль. Крім цього, вона знялася в таких фільмах, як «Небеса можуть почекати» (1943), «Примара та місіс М'юр» (1947), «Шлюбний сезон» (1951), «Єгиптянин» (1954), «Ліва рука Бога» (1955) та інших. Тірні продовжувала зніматися до середини 1960-х, після чого вийшла на відпочинок і згодом лише кілька разів з'явилася у невеликих ролях на телебаченні.

## Здоров'я
Тірні почала курити після зйомок у своєму першому фільмі, щоб зробити свій голос низьким, бо вважала: «Я говорю, як сердита Мінні Маус». Згодом вона стала затятою курчинею.

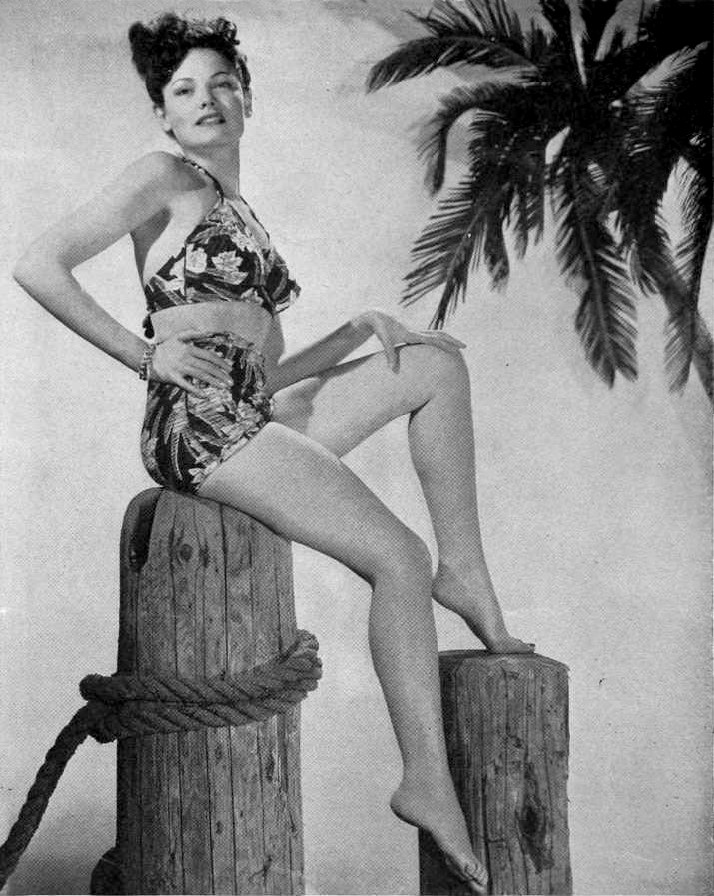
Пін-ап фото Джин Тірні.

Відомо, що Тірні роками боролася із нападами маніакальної депресії через невдачі в особистому житті. У 1953 році у неї виникли проблеми з концентрацією уваги, що вплинуло на її гру в кіно. Вона перервала зйомки фільму «Могамбо» і була замінена на Грейс Келлі. Під час зйомок фільму «Ліва рука Бога» з Гамфрі Боґартом Тірні захворіла. Богарт, чия сестра так само страждала на психічні розлади, всіляко опікувався Тірні на зйомках.
Тірні звернулася до психіатра і була прийнята в Harkness Pavilion в Нью-Йорку. Пізніше вона вступила до Інституту життя в Гартфорді, штат Коннектикут. Після 27 сеансів шокової терапії, спрямованих на полегшення важкої депресії, Тірні втекла з лікарні, але була спіймана та повернута. Пізніше вона стала затятою противницею шокової терапії, стверджуючи, що ця процедура зруйнувала значну частину її пам'яті.
В кінці грудня 1957 Тірні ступила на виступ з квартири своєї матері на Мангеттені висотою 14 поверхів і залишалася там близько 20 хвилин, що було розцінено як спроба самогубства. Була викликана поліція, після чого сім'я Тірні влаштувала її в клініку Меннінгера в Топіці, штат Канзас. Наступного року, після лікування від депресії, її виписали. Згодом вона працювала продавчинею в місцевому магазині одягу, сподіваючись знову інтегруватися в суспільство, але її впізнала одна з покупчинь, що призвело до сенсаційних газетних заголовків.
Пізніше, в 1958 році, 20th Century Fox запропонувала Тірні головну роль у фільмі «Канікули для закоханих», але стрес для неї виявився завеликим, тому через кілька днів після початку виробництва вона покинула картину і на деякий час повернулася в клініку Меннінгера.

## Особисте життя
Тірні була одружена двічі. У 1941—1952 роках з дизайнером Олегом Кассіні, від якого народила доньок Антуанетту Дар'ю (15 жовтня 1943 — 11 вересня 2010) та Христину (19 листопада 1948 — 31 березня 2015). Під час вагітності Антуанеттою Джин заразилася від шанувальниці і перехворіла на краснуху. В результаті дочка народилася недоношеною, сліпою, глухою та розумово відсталою. Відштовхнувшись від цього факту, Агата Крісті написала роман «І, тріснувши, дзеркало дзвенить…». Батьки Тірні були проти цього шлюбу, оскільки Кассіні походив з російсько-італійської сім'ї та народився у Франції. Пізніше Кассіні заповів 500 тисяч доларів Дар'ї і 1 мільйон доларів Христині. Кассіні та Тірні залишалися друзями до самої її смерті у листопаді 1991 року.
У 1946 році Тірні познайомилася з Джоном Фіцджеральдом Кеннеді, який приїхав на зйомки фільму "Драгонвік". У них почався роман, але через рік Тірні припинила стосунки після того, як Кеннеді заявив їй, що ніколи не зможе одружитися з нею через свої політичні погляди. 1960 року Тірні надіслала Кеннеді листівку, привітавши його з перемогою на президентських виборах. Тірні також пов'язували романтичні відносини з актором Кірком Дугласом.
Під час зйомок фільму «Особиста справа» у Європі Тірні познайомилася з принцом Алі Ханом. Вони побралися в 1952 році, в той час Хан переживав розлучення з акторкою Ритою Гейворт. Проте батько Алі Хана, Ага-хан III, виступив проти цього союзу і заручини скасували.
У 1958 році Тірні познайомилася з техаським нафтовим бароном, Говардом Лі, одруженим з актроркою та винахідницею Геді Ламар. Лі і Ламар розлучилися в 1960. 11 липня 1960 року Лі та Тірні одружилися в Аспені, штат Колорадо. Незабаром вона завагітніла, але пережила викидень. Подружжя проживало в Г'юстоні, штат Техас, і Делрей-Біч, штат Флорида до смерті Говарда Лі в 1981 році.
Джин Тірні, будучи затятою курчинею, померла від емфіземи в 1991 році, не доживши пару тижнів до свого 71 року народження. За свій внесок у кіно вона удостоєна зірки на голлівудській «Алеї слави».

## Вибрана фільмографія
| Рік  |   | Українська назва           | Оригінальна назва         | Роль                           |
| ---- | - | -------------------------- | ------------------------- | ------------------------------ |
| 1940 | ф | Повернення Френка Джеймса  | The Return of Frank James | Елеанор Стоун                  |
| 1941 | ф | Жорстокий Шанхай           | The Shanghai Gesture      | Вікторія Чартеріс (Поппі Сміт) |
| 1943 | ф | Небеса можуть почекати     | Heaven Can Wait           | Березня Стрейбел Ван Клів      |
| 1944 | ф | Лора                       | Laura                     | Лора Гант                      |
| 1945 | ф | Бог їй суддя               | Leave Her to Heaven       | Еллен Брент Гарленд            |
| 1946 | ф | Драгонвік                  | Dragonwyck                | Міранда Веллс ван Рейн         |
| 1946 | ф | Вістря бритви              | The Razor's Edge          | Ізабел Бредлі Метьюрін         |
| 1947 | ф | Примара та місіс М'юр      | The Ghost and Mrs. Muir   | Люсі М'юр                      |
| 1948 | ф | Залізна завіса             | The Iron Curtain          | Ганна Гузенко                  |
| 1949 | ф | Виворот                    | Whirlpool                 | Енн Саттон                     |
| 1950 | ф | Ніч та місто               | Night and the City        | Мері Брістол                   |
| 1950 | ф | Там, де кінчається тротуар | Where the Sidewalk Ends   | Морган Тейлор (Пейн)           |
| 1951 | ф | Шлюбний сезон              | The Mating Season         |                                |
| 1954 | ф | Чорна вдова                | Black Widow               | Айріс Денвер                   |
| 1954 | ф | Єгиптянин                  | The Egyptian              | Бакетамон                      |
| 1955 | ф | Ліва рука Бога             | The Left Hand of God      | Енн Скотт                      |
| 1962 | ф | Рада та згода              | Advise and Consent        | Доллі Гаррісон                 |